# Dictyota
Dictyota é um género de Phaeophyceae da família das Dictyotaceae. A espécie-tipo (holótipo) é a Dictyota dichotoma.

## Lista de espécies
De acordo com a AlgaeBASE, são os seguintes as espécies que integram o género:
- Dictyota acutiloba J.Agardh
- Dictyota adhaerens Noda
- Dictyota adnata Zanardini
- Dictyota aegerrima (Allender & Kraft) De Clerck
- Dictyota alternifida J.Agardh
- Dictyota asiatica I.K.Hwang (Sans vérification)
- Dictyota attenuata P.Crouan & H.Crouan
- Dictyota bartayresiana J.V.Lamouroux
- Dictyota bifurca J.Agardh
- Dictyota binghamiae J.Agardh
- Dictyota canaliculata O.De Clerck & E.Coppejans
- Dictyota caribaea Hörnig & Schnetter
- Dictyota ceylanica Kützing
- Dictyota ciliolata Sonder ex Kützing
- Dictyota concrescens W.R.Taylor
- Dictyota coriacea (Holmes) I.K.Wang, H.-S.Kim & W.J.Lee
- Dictyota crenulata J.Agardh
- Dictyota cribrosa Setchell & N.L.Gardner
- Dictyota crinita (J.Agardh) Hörnig, Schnetter & PrudHomme van Reine
- Dictyota cuneata Dickie
- Dictyota cyanoloma Tronholm, De Clerck, Gomez Garreta & Rull Lluch
- Dictyota cymatophila Tronholm, M.Sanson & Afonso-Carrillo
- Dictyota decumbens (R.W.Ricker) Hörnig, Schnetter & Prud'homme van Reine
- Dictyota detergenda Kraft
- Dictyota dhofarensis (Nizamuddin & A.C.Campbell) De Clerck
- Dictyota dichotoma (Hudson) J.V.Lamouroux (espécie-tipo)
- Dictyota diemensis Sonder ex Kützing
- Dictyota dilatata Yamada
- Dictyota divaricata P.Crouan & H.Crouan
- Dictyota dolabellana De Paula, Yoneshigue-Valentin & Teixeira
- Dictyota dumosa Børgesen
- Dictyota fasciculata Sperk
- Dictyota fascida J.Agardh
- Dictyota fasciola (Roth) J.V.Lamouroux
- Dictyota fastigiata Sonder
- Dictyota fenestrata J.Agardh
- Dictyota flabellata (F.S.Collins) Setchell & N.L.Gardner
- Dictyota flabellulata Foster & Schiel (Sans vérification)
- Dictyota flagellifera Kraft
- Dictyota foliosa J.Agardh
- Dictyota friabilis Setchell
- Dictyota furcellata (C.Agardh) Greville
- Dictyota galapagensis (Farlow) De Clerck
- Dictyota grossedentata De Clerck & Coppejans
- Dictyota guajirae Hörnig, Schnetter & J.M.Over
- Dictyota guineënsis (Kützing) P.L.Crouan & H.M.Crouan
- Dictyota gunniana (J.Agardh) I.Hörnig, R.Schnetter & Prud'homme van Reine
- Dictyota hamifera Setchell
- Dictyota harveyana  (Sans vérification)
- Dictyota hauckiana Nizamuddin
- Dictyota humifusa Hörnig, Schnetter & Coppejans
- Dictyota implexa (Desfontaines) J.V.Lamouroux
- Dictyota indica Anand
- Dictyota inscripta J.Agardh
- Dictyota intermedia Zanardini
- Dictyota kohlmeyeri (Nizamuddin & Gerloff) Hörnig, Schnetter & Prudhomme van Reine
- Dictyota kunthii (C.Agardh) Greville
- Dictyota laciniata J.V.Lamouroux
- Dictyota lata J.V.Lamouroux
- Dictyota littoralis P.Anand
- Dictyota liturata J.Agardh
- Dictyota major W.R.Taylor
- Dictyota masonii Setchell & N.L.Gardner
- Dictyota mediterranea (Schiffner) G.Furnari
- Dictyota menstrualis (Hoyt) Schnetter, Hörnig & Weber-Peukert
- Dictyota mertensii (Martius) Kützing
- Dictyota moniliformis (J.Agardh) Hörnig, Schnetter & Prud'homme van Reine
- Dictyota multifida (J.E.Smith) Bory
- Dictyota naevosa (Suhr) Montagne
- Dictyota nigrescens Zanardini
- Dictyota nigricans J.Agardh
- Dictyota ocellata J.Agardh
- Dictyota paniculata J.Agardh
- Dictyota papenfussii Lindauer
- Dictyota pellucida J.Agardh
- Dictyota penicellata J.V.Lamouroux (Sans vérification)
- Dictyota phlyctaenodes Montagne
- Dictyota pinnata (E.Y.Dawson) I.Hörnig, R.Schnetter & Prud'homme van Reine
- Dictyota pinnatifida Kützing
- Dictyota plantaginea Lamouroux ex Frauenfeld
- Dictyota plectens (Allender & Kraft) Kraft
- Dictyota pontica Sperk
- Dictyota pulchella Hörnig & Schnetter
- Dictyota rhizodes (Turner) J.V.Lamouroux (Sans vérification)
- Dictyota rigida De Clerck & Coppejans
- Dictyota robusta J.Agardh
- Dictyota rotunda C.Agardh
- Dictyota sandvicensis Sonder
- Dictyota serrulata J.V.Lamouroux
- Dictyota spathulata Yamada
- Dictyota spinulosa J.D.Hooker & Arnott
- Dictyota spiralis Montagne
- Dictyota stolonifera E.Y. Dawson
- Dictyota suhrii (Kützing) I.Hörnig, R.Schnetter, & W.F.Prud'homme van Reine
- Dictyota vieillardii Kützing
- Dictyota virellus Noda
- Dictyota vittata Kraft
- Dictyota vivesii M.A.Howe